# Костел Святого Йосипа (Мінськ)
53°54′17″ пн. ш. 27°33′25″ сх. д. / 53.9048° пн. ш. 27.556833333333° сх. д.
Костел Святого Йосипа (біл. Касьцёл Сьвятога Язэпа і кляштар бэрнардынаў) — католицький храм на Високому Ринку в Мінську, Білорусь. Пам'ятка архітектури в стилі бароко.

## Галерея

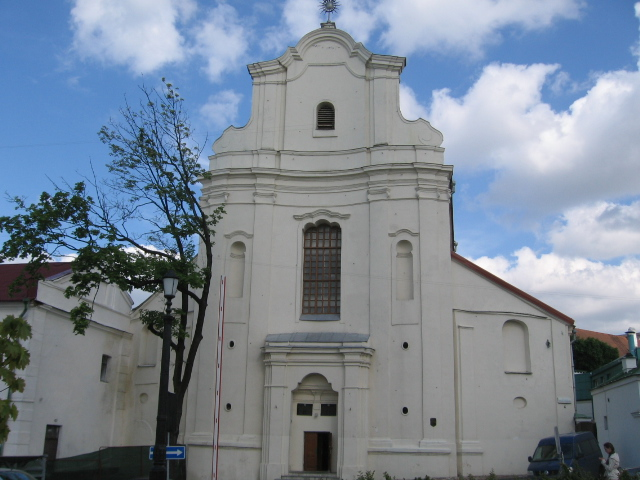
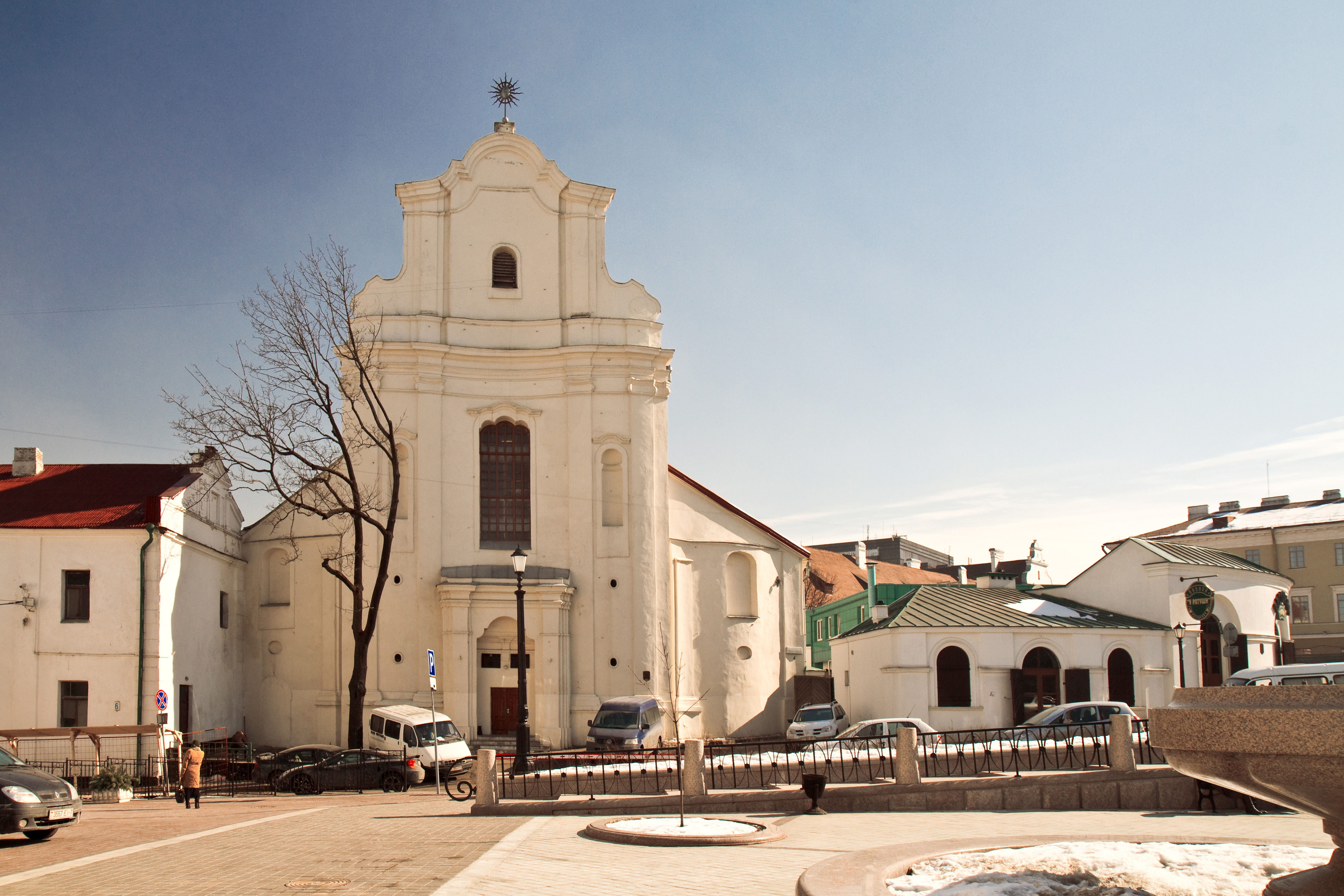
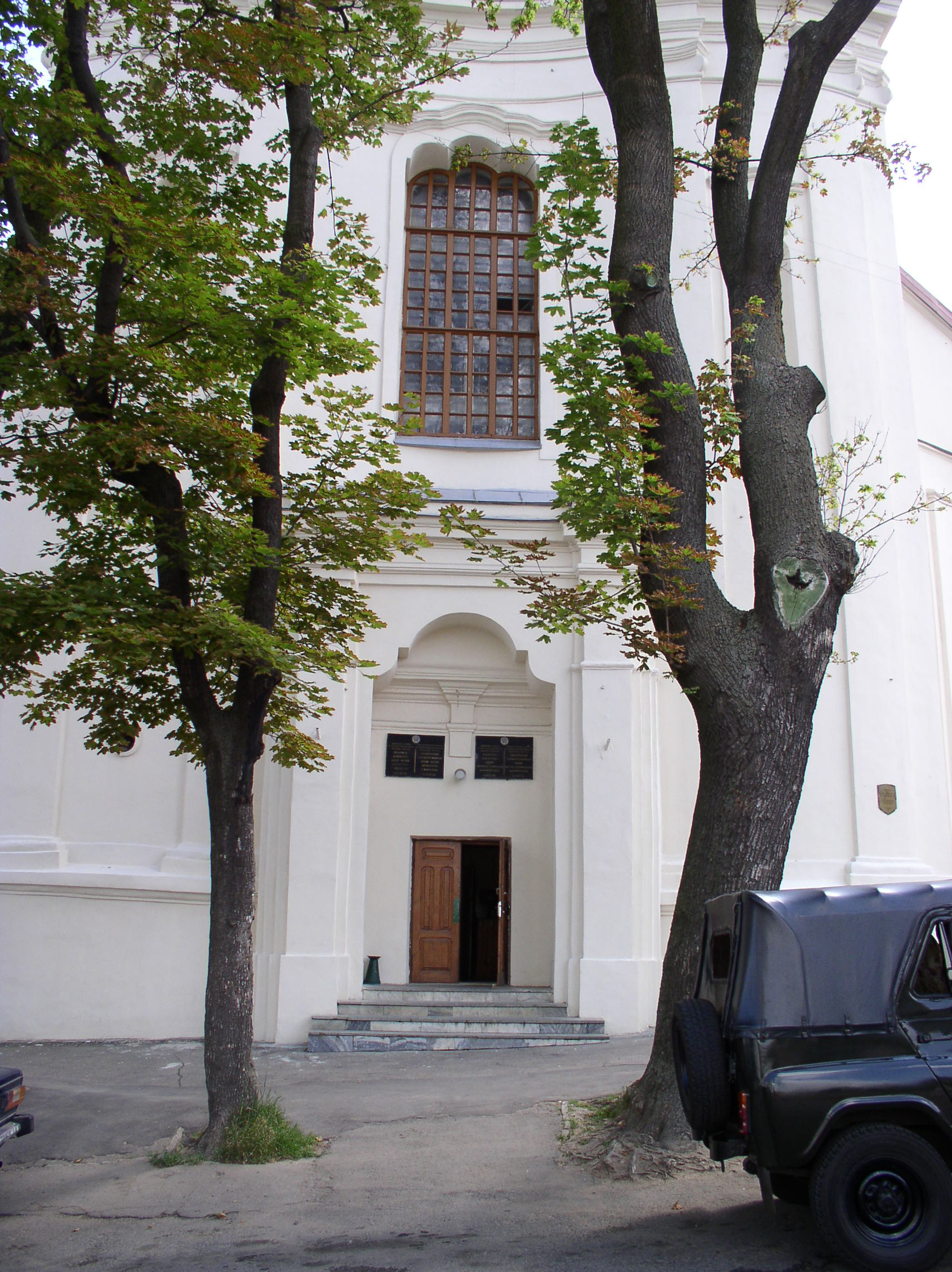
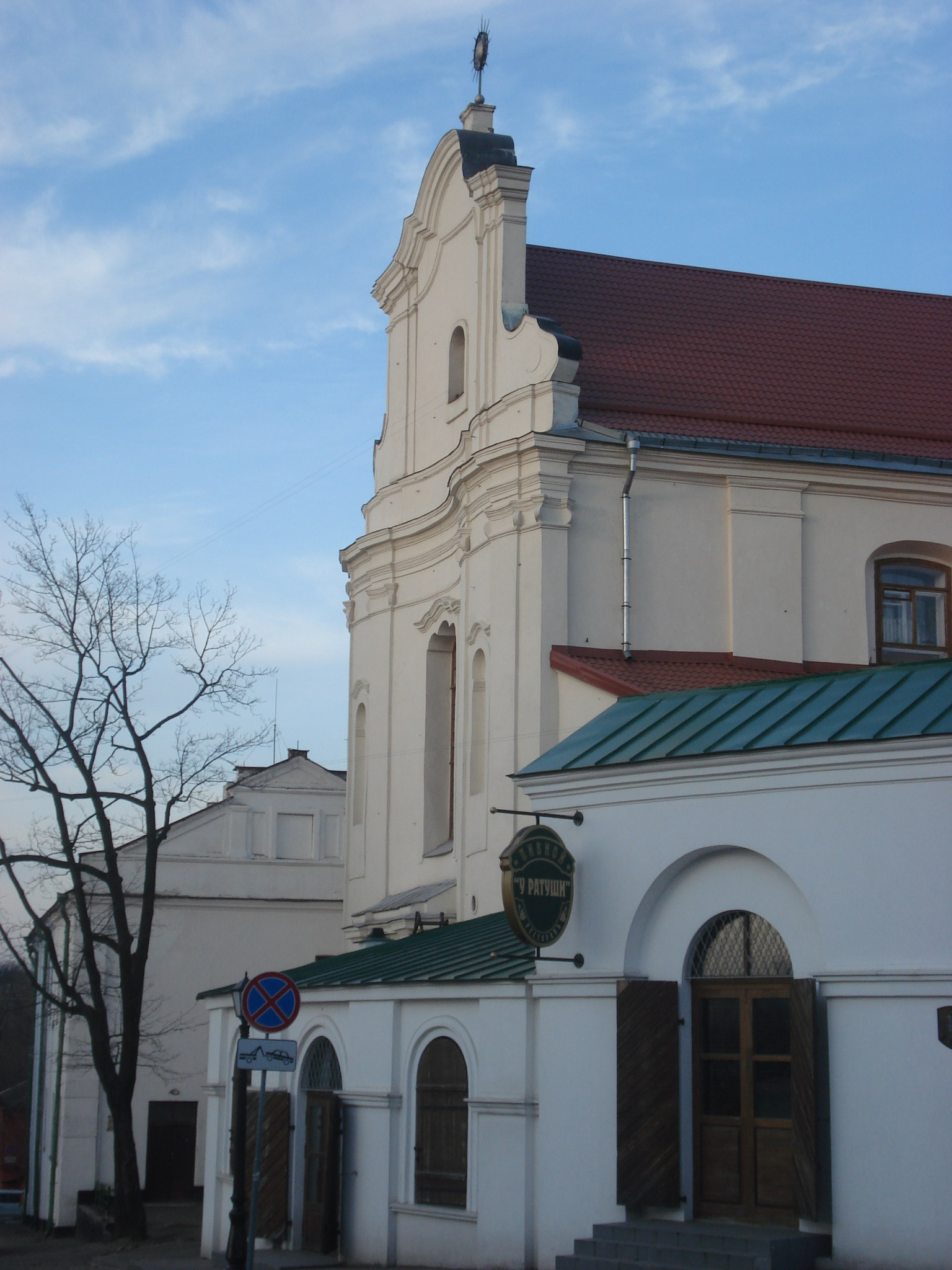